# 23e législature de la Knesset
16 mars 2020 - 6 avril 2021
(1 an et 21 jours)
22e législature 24e législature
La 23e législature de la Knesset est un cycle parlementaire israélien de la Knesset, ouvert le 16 mars 2020 à la suite des élections législatives du 2 mars précédent et clos le 6 avril 2021 avec l'ouverture de la 24e législature.

## Présidents
Lors de l'ouverture de la législature, le 16 mars 2020, Yuli-Yoel Edelstein (Likoud) est président. Mis en demeure par la Cour suprême d'organiser l'élection de son successeur, il démissionne le 25 mars et Benny Gantz (Bleu et blanc) est élu le lendemain. Le 17 mai 2020, Yariv Levin est élu président à la suite de la nomination de Gantz comme Premier ministre alternant.